# Hiệp hội Thang máy Việt Nam
Hiệp hội Thang máy Việt Nam (tên quốc tế: Vietnam Elevator Association, viết tắt: VNEA) là một tổ chức xã hội nghề nghiệp phi chính phủ phi lợi nhuận được thành lập theo Quyết định 594/QĐ-BNV ngày 20/8/2020 của Bộ Nội vụ.

## Chức năng chính
- Đào tạo, nghiên cứu trong lĩnh vực ngành nghề thang máy, thang cuốn;
- Tổ chức các hoạt động hội chợ, triển lãm, xếp hạng doanh nghiệp thang máy, thang cuốn;
- Hỗ trợ, tư vấn, đánh giá trung gian các dịch vụ thang máy, thang cuốn.[5]

## Cơ cấu tổ chức
- Tạp chí Thang máy[6]: chính thức hoạt động từ ngày 6/8/2021, căn cứ theo giấy phép số 510/GP-BTTT do Bộ Thông tin và Truyền thông cấp.
- Viện Kỹ thuật Ứng dụng Thang máy[7]: chính thức thành lập từ ngày 14/12/2021, căn cứ theo Giấy chứng nhận Đăng ký hoạt động được cấp bởi Bộ Khoa học và Công nghệ.
- Trung tâm Xúc tiến Thương mại: thành lập từ ngày 22/3/2023, căn cứ theo Quyết định 01-22032023/QĐ-VNEA của Hiệp hội Thang máy Việt Nam.